# 新島恒男
新島 恒男（にいじま つねお、1955年3月16日 - ）は、日本のアマチュア天文家である。
群馬県太田市（2005年の合併以前は新田郡尾島町）在住。ヤマトイモの生産農家を営むかたわら、尾島を観測拠点に天文家として活動しており、太田宇宙の会に参加している。
1986年12月に浦田武とともに (3565) 尾島を発見したのをはじめとして、多数の小惑星を発見している。2010年9月の時点での集計によると、1986年から1996年にかけて小惑星の単独発見2個、共同発見30個が記録されている。
鈴木憲蔵と浦田武が1987年に発見した (5507) 新島は、彼にちなんで命名された。
また、1986年に浦田武とともに周期彗星である浦田・新島彗星 (112P/Urata-Niijima)を発見している。

## 註
1. 1 2  太田宇宙の会ウェブサイトより
2. ↑  Minor Planet Discoverers